# ماري فون ابنر-إسكهنبش
ماري فون ابنر-إسكهنبش (بالإنجليزية: Marie von Ebner-Eschenbach)‏ (و. 1830 – 1916 م) هي كاتبة، وكاتبة مسرحية من النمسا . ولدت في Troubky-Zdislavice .
توفيت في فيينا.

## جوائز
حصلت على جوائز منها:
- دكتوراه فخرية (1900).

## روابط خارجية
- ماري فون ابنر-إسكهنبش على موقع IMDb (الإنجليزية)
- ماري فون ابنر-إسكهنبش على موقع الموسوعة البريطانية (الإنجليزية)
- ماري فون ابنر-إسكهنبش على موقع ميوزك برينز (الإنجليزية)
- ماري فون ابنر-إسكهنبش على موقع قاعدة بيانات الفيلم (الإنجليزية)
- ماري فون ابنر-إسكهنبش على موقع كينوبويسك (الروسية)